# جورجي كوستادينوف جورجييف
جورجي كوستادينوف جورجييف (بالبلغارية: Георги Георгиев)‏ (مواليد 10 يناير 1963) هو لاعب كرة قدم. يلعب مع منتخب بلغاريا لكرة القدم. سبق له أن لعب في كأس العالم لكرة القدم مع منتخب بلاده.

## روابط خارجية
- جورجي كوستادينوف جورجييف على موقع الاتحاد الدولي (مؤرشف)  (الإنجليزية)
- جورجي كوستادينوف جورجييف على موقع قاعدة بيانات كرة القدم.إي يو (الإنجليزية)
- جورجي كوستادينوف جورجييف على موقع ناشيونال فوتبول تيمز (الإنجليزية)